# Olib
Olib est une île de la mer Adriatique en Croatie.